# Kjuka
Kjuka (norwegisch für Klumpen) ist ein 300 m hohes Felsenkliff an der Prinz-Harald-Küste des ostantarktischen Königin-Maud-Lands. Es ragt unmittelbar nördlich des Telebreen am Ostufer der Lützow-Holm-Bucht auf.
Norwegische Kartografen, die es auch deskriptiv benannten, kartierten es anhand von Luftaufnahmen der Lars-Christensen-Expedition 1936/37.